# Moravče
Moravče (mađ. Maróca) je naselje u sastavu Grada Zagreba. Nalazi se u gradskoj četvrti Sesvete.
Dio je hodočasničke rute prema svetištu u Mariji Bistrici, s kojom je povezana cestom.

## Stanovništvo
Prema popisu stanovništva iz 2001. godine, naselje je imalo 728 stanovnika te 198 obiteljskih kućanstava.

Prema popisu stanovništva 2011. godine naselje je imalo 663 stanovnika.
| broj stanovnika | 465   | 546   | 563   | 647   | 721   | 851   | 805   | 887   | 950   | 917   | 879   | 810   | 717   | 713   | 728   | 663   | 602   |
|                 | 1857. | 1869. | 1880. | 1890. | 1900. | 1910. | 1921. | 1931. | 1948. | 1953. | 1961. | 1971. | 1981. | 1991. | 2001. | 2011. | 2021. |

## Slike
- Kapela na putu za Svetište Majke Božje Bistričke.
- Raspelo pokraj kapelice.
- Natpis pod raspelom.